# Průsmyk Turnu Roșu
Průsmyk Červené věže (rumunsky Pasul Turnu Roșu v překladu „červená věž“ – též Valea Oltului „údolí Oltu“, maďarsky Vöröstoronyi-szoros) je průlomové údolí řeky Oltu a důležitý dopravní průsmyk v centrální části Jižních Karpat v Rumunsku, spojující Sedmihradskou vrchovinu s Podunajskou nížinou. Průsmyk vede od severu k jihu a leží jižně od města Sibiu. Na severním konci průsmyku se již ve středověku stýkaly nejdůležitější obchodní cesty Transylvánie. Průsmyk sloužil jako spojení s Valašskem. Průsmyk je v kontrastu s nedalekým vrcholem Moldoveanu (2544 m n. m.) velmi nízko, v pouhých 352 m n. m. Toto převýšení je způsobeno průlomem řeky Olt. Údolí a průsmyk oddělují pohoří Cindrel a Lotru na západě od pohoří Făgăraș na východě.
V minulosti měl průsmyk velký strategický význam. Ve starověku se na jeho severním konci nacházela malá římská pevnost Caput Stenarum a na jižním vojenský tábor Castra Traiana. Během tureckých válek na tomto místě několikrát pronikla z jihu do Transylvánie osmanská vojska. Osmanská vojska zde byla poražena v roce 1442 Janem Hunyadim a v roce 1493 Štěpánem z Thalegdu. V roce 1770 se přes průsmyk Červená věž dostal do Sedmihradska mor. Morový lékař Adam Chenot postavil v průsmyku Červená věž karanténní tábor, aby zabránil šíření nákazy. V roce 1849, během maďarské revoluce 1848/1849, došlo v průsmyku Červená věž k ruské invazi do Sedmihradska. Během první světové války probíhaly v okolí průsmyku od 26. září do 24. listopadu 1916 těžké boje.
Dnes vede přes průsmyk evropská silnice E81 ze Sibiu do Bukurešti přes Râmnicu Vâlcea. Nejpozději v roce 2023 má být tato frekventovaná silnice DN7 nahrazena dálnicí A1.
Zbytky Červené věže, červeně natřeného opevnění, v němž kdysi sídlil celní úřad, existují dodnes.
Hudební skladatel Georg Fürst pro toto místo složil hudební skladbu Roter Turmpaß-Marsch.

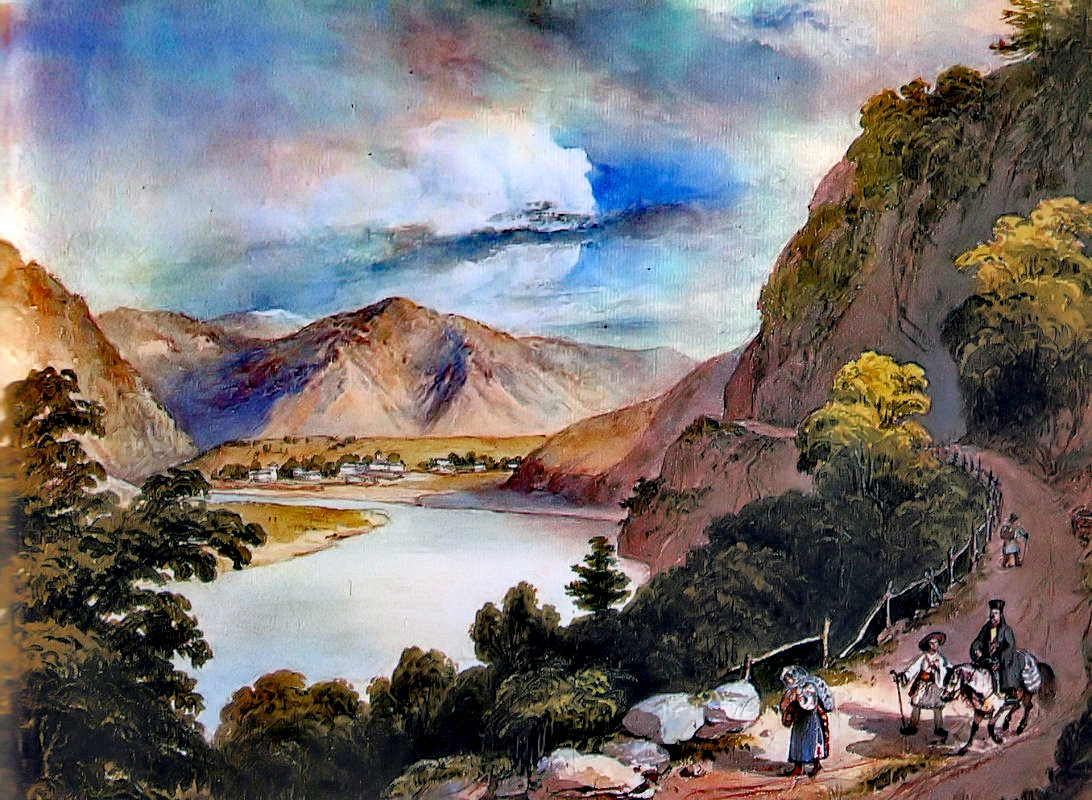
Cesta průsmykem na malbě z 19. století
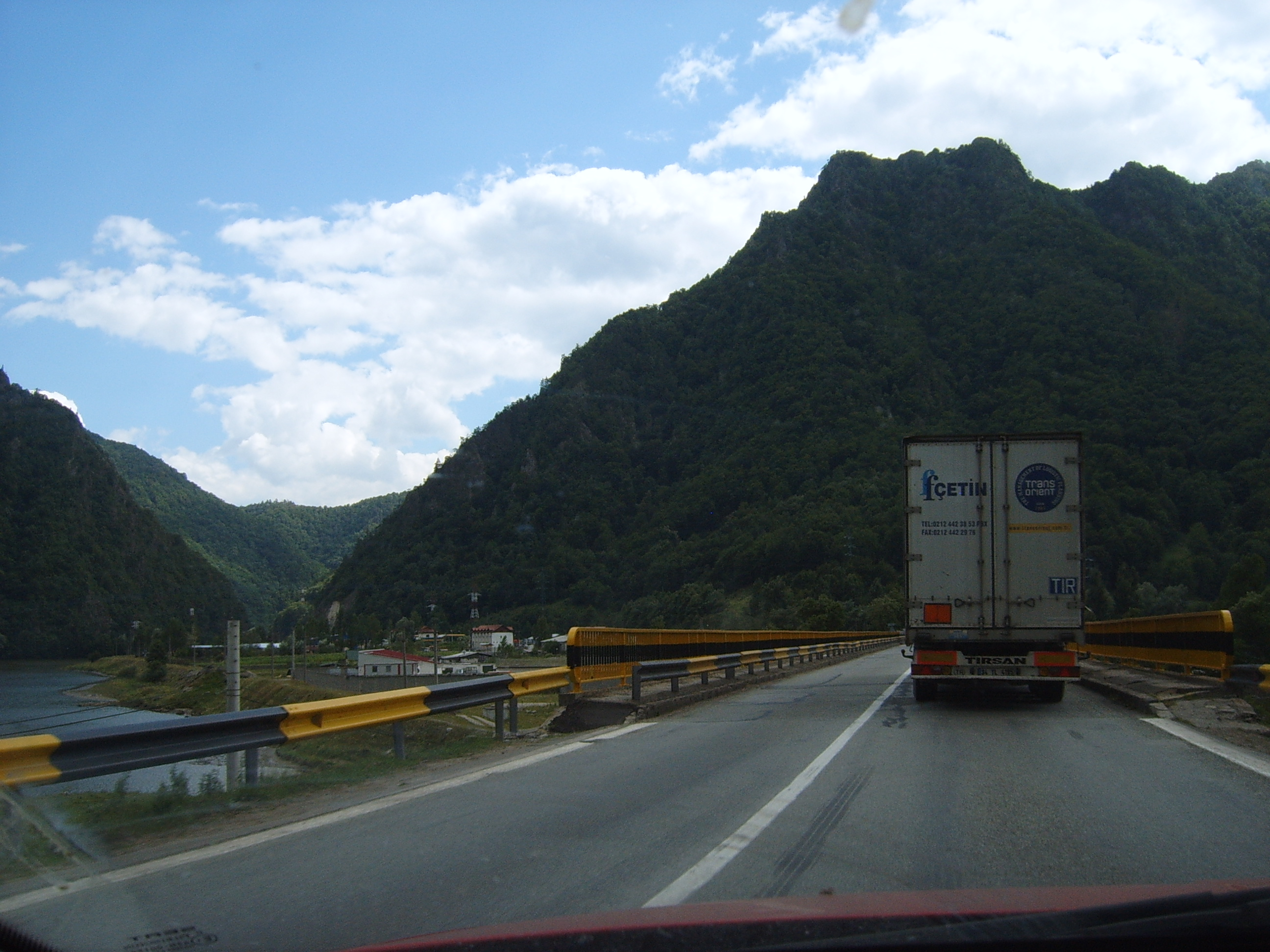
Doprava průsmykem v současnosti